# Jamestown, Saint Helena
Jamestown là thủ phủ của đảo Saint Helena, một lãnh thổ hải ngoại của Anh ở Nam Đại Tây Dương. Nằm trên bờ biển tây bắc của hòn đảo, đó là cảng của hòn đảo, với những cơ sở phục vụ cho việc xếp dỡ hàng hóa giao đến hòn đảo này, và là trung tâm của đường bộ và mạng lưới thông tin liên lạc của hòn đảo. Nó có dân số 714 người (năm 2008).

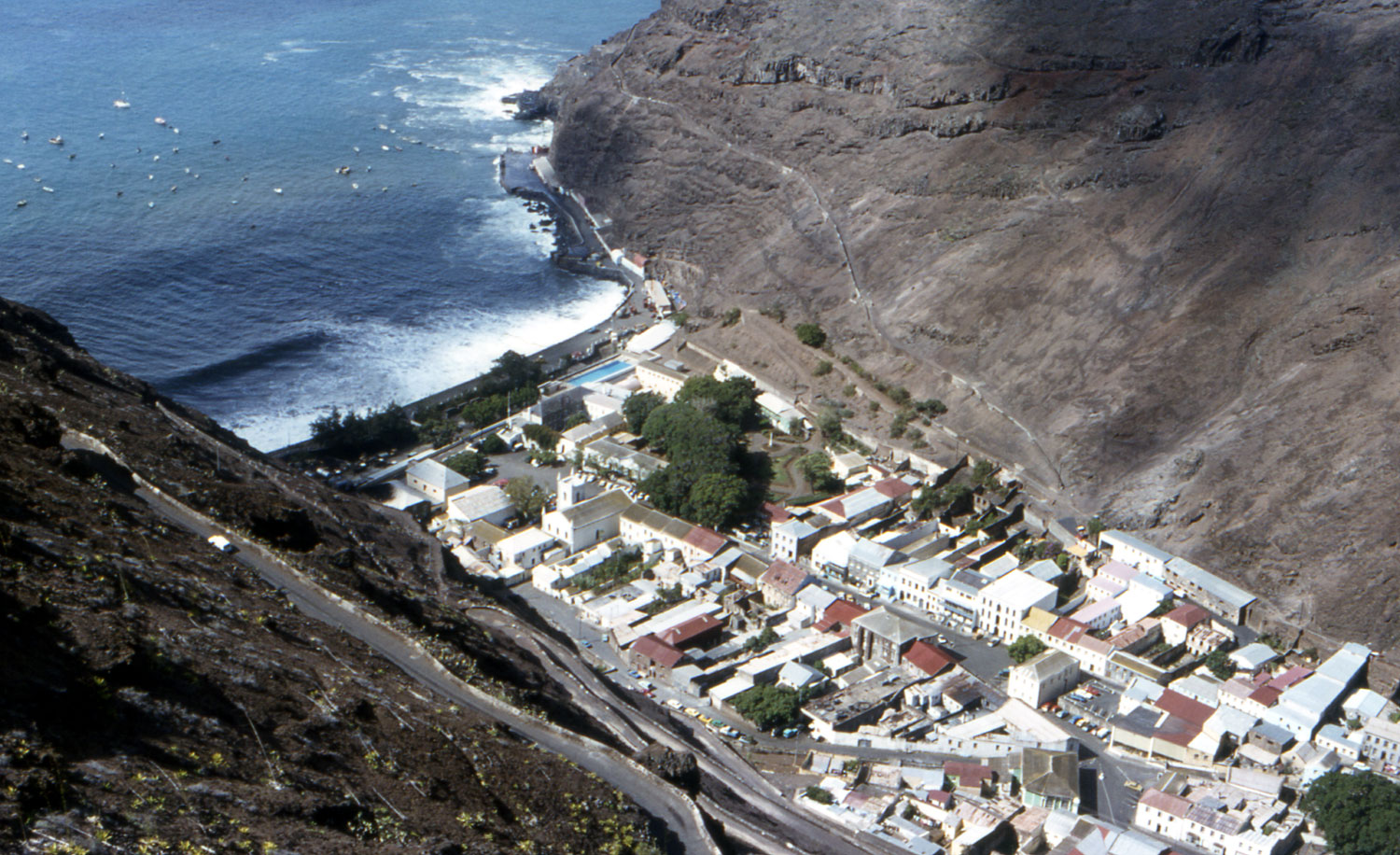
Jamestown nhìn từ trên cao.

Jamestown được thành lập năm 1659 do Công ty Đông Ấn và đặt tên theo James, Công tước xứ York, vị vua tương lai James II của Anh. Thị xã được xây dựng trên đá lửa tại một vùng đất nhỏ, kẹp giữa các vách đá dốc đứng không phù hợp để xây dựng.